# Виишоара (Штефан-Водский район)
Виишоара (рум. Viişoara) — село в Штефан-Водском районе Молдавии. Наряду с селом Пуркары входит в состав коммуны Пуркары.

## История
Село образовано 11 июня 1964 года из населённого пункта центральной усадьбы совхоза «Пуркары».

## География
Село расположено на высоте 162 метра над уровнем моря.

## Население
По данным переписи населения 2004 года, в селе Виишоара проживает 638 человек (355 мужчин, 283 женщины).
Этнический состав села:
| Национальность | Число жителей | Процентный состав |
| -------------- | ------------- | ----------------- |
| молдаване      | 490           | 76,8              |
| русские        | 72            | 11,29             |
| украинцы       | 50            | 7,84              |
| болгары        | 5             | 0,78              |
| румыны         | 1             | 0,16              |
| поляки         | 1             | 0,16              |
| прочие         | 19            | 2,98              |
| Всего          | 638           | 100 %             |